# Харазаргай
Харазаргай (бур. Хара Азарга - чёрный жеребец) — село в Эхирит-Булагатском районе Иркутской области России. Административный центр Харазаргайского муниципального образования.

## География
Находится по обоим берегам реки Дулей, у реки Займок, примерно в 19 км к северу от районного центра.

## Население
| 2002 | 2010 | 2011 | 2012 |
| ---- | ---- | ---- | ---- |
| 476  | ↘414 | ↘413 | ↗415 |

По данным Всероссийской переписи, в 2010 году в селе проживало 414 человек (182 мужчины и 232 женщины).

## Известные люди
- Нохоева, Любовь Ильинична ― российская бурятская художница, Заслуженный художник Республики Бурятия, Лауреат Государственной премии Республики Бурятия в области литературы и искусства, дипломант Российской академии художеств, член Союза художников России[5].

## Инфраструктура
Основа экономики — сельское хозяйство. Личное подсобное хозяйство.

## Транспорт
Село доступно автотранспортом по автодороге регионального значения 25Н-584 «Усть-Ордынский — Оса» — Нижняя Идыга — Харазаргай — Кукунут.